# Burg Berwartstein
Der Berwartstein, stets mit Artikel, auch Bärbelstein oder pfälzisch Bärwelstein genannt, ist eine mittelalterliche Felsenburg im südlichen Pfälzerwald, dem deutschen Teil des Wasgaus in Rheinland-Pfalz. Die Burg wurde – 300 Jahre nach ihrer Zerstörung durch Blitzschlag – in den 1890er Jahren wieder aufgebaut und ist als einzige im Wasgau noch bewohnt.
Zum Berwartstein gehörte früher das nahegelegene Vorwerk Klein-Frankreich.

## Geographie

### Lage

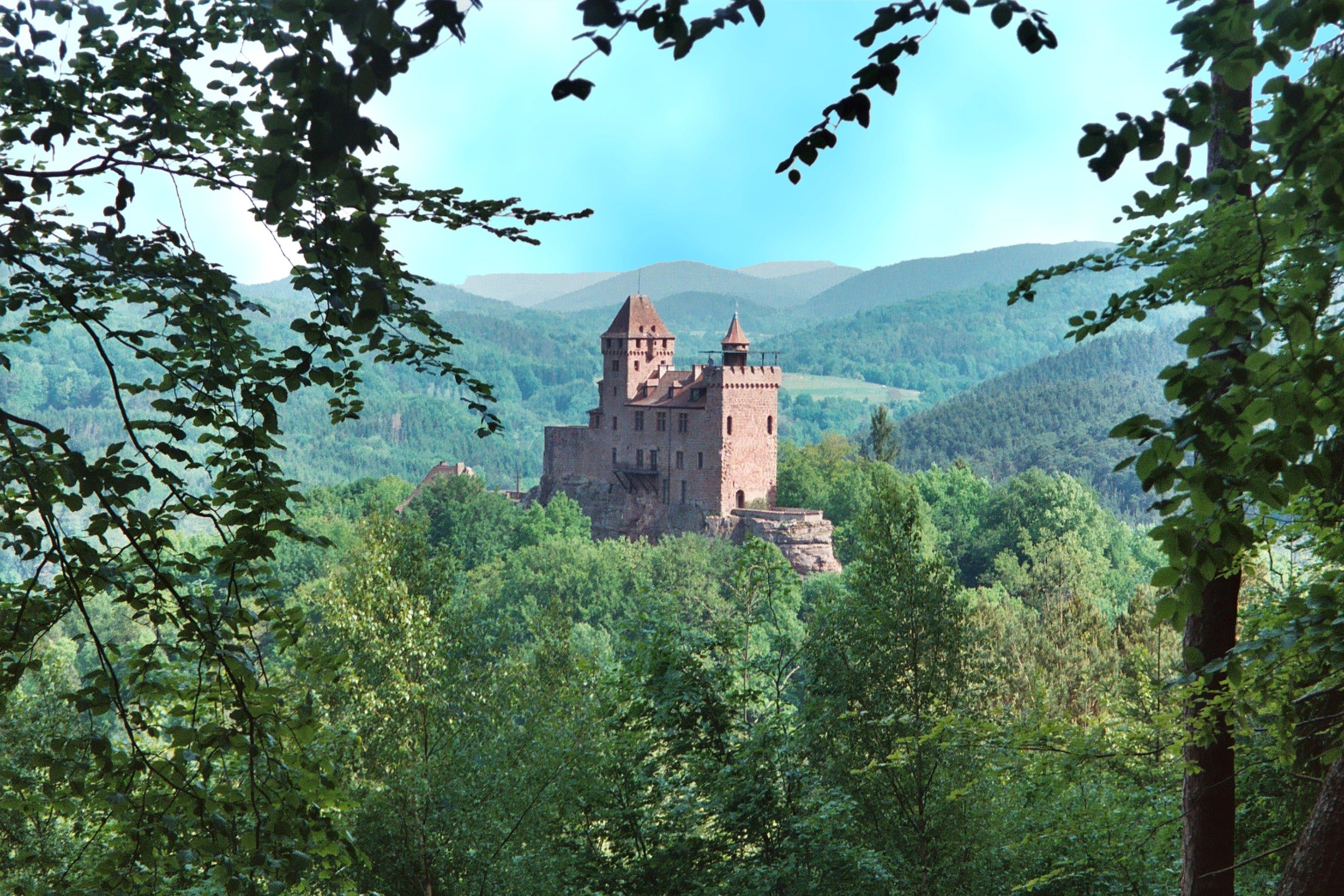
Berwartstein von Klein-Frankreich aus
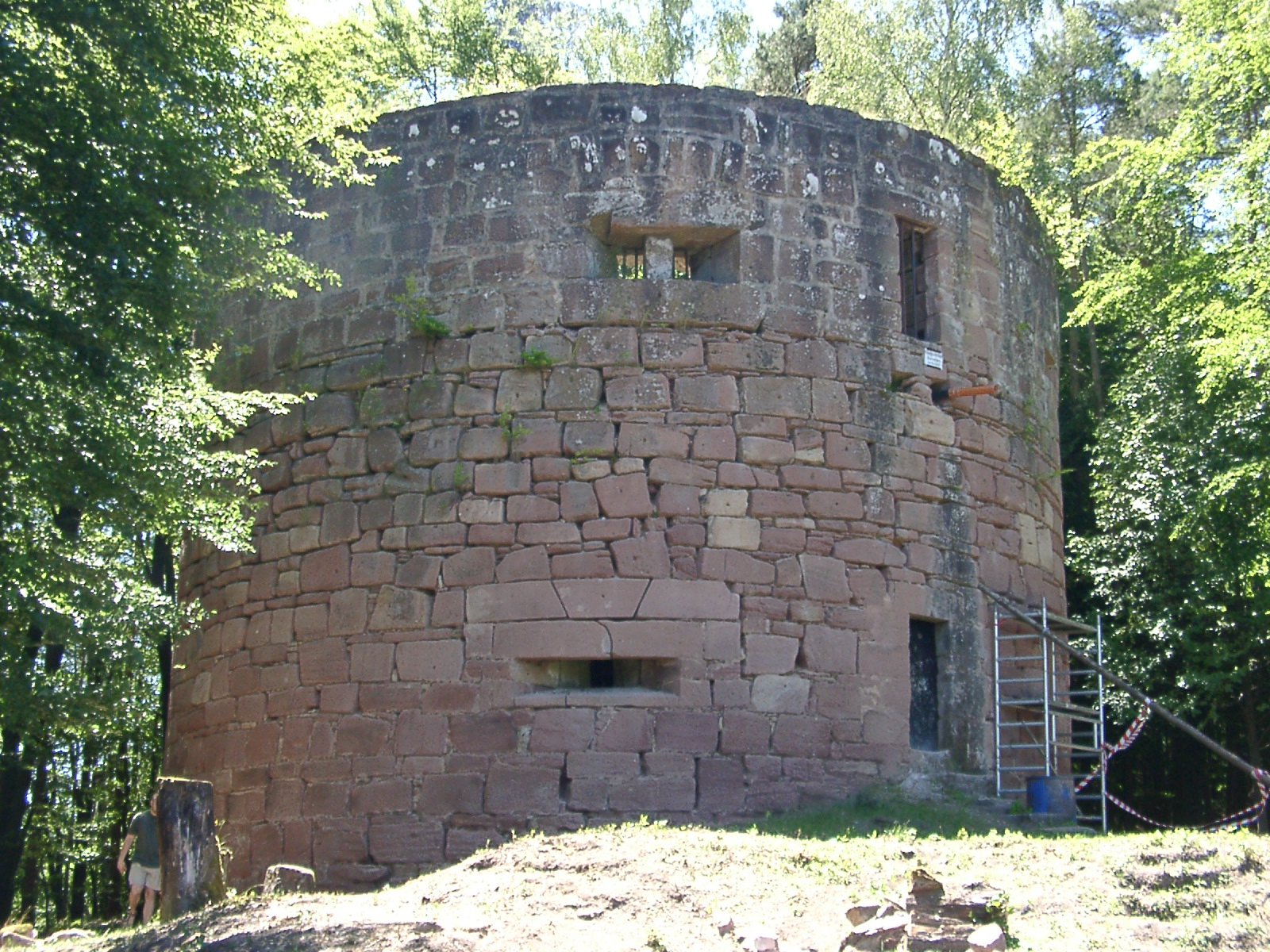
Vorwerk Klein-Frankreich

Der Berwartstein steht im Landkreis Südwestpfalz südlich oberhalb der Ortsgemeinde Erlenbach bei Dahn in einer Höhe von 277 m auf einem westlichen Vorberg des 410,9 m hohen Grünbergs.
Am Nordhang des 401,5 m hohen Nestelbergs, südlich gegenüber der Hauptburg und 370 m Luftlinie entfernt, liegt die Ruine des Vorwerks Klein-Frankreich.
Das Seitental, das der Berwartstein beherrscht und durch das der Erlenbach fließt, mündet etwa 3 km südlich zwischen Dahn und Wissembourg (deutsch Weißenburg) von links ins Tal der Lauter, die hier am Oberlauf „Wieslauter“ genannt wird.
Der Berwartstein ist bewirtschaftet und nicht nur für Wanderer, sondern auch für Kraftfahrzeuge erreichbar.

### Umgebung
In der Nähe des Berwartsteins gibt es weitere geschichtsträchtige Burgen: Der Drachenfels, der 1523 wegen des aufrührerischen Ritters Franz von Sickingen zerstört wurde, liegt 3 km, die Burgengruppe Altdahn–Grafendahn–Tanstein etwa 5 km nordwestlich. Die Burg Lindelbrunn befindet sich etwa 6 km nordöstlich, und die vierfache Burgengruppe an der Grenze zwischen Deutschland und Frankreich mit Wegelnburg (deutsch) sowie Hohenburg, Löwenstein und Fleckenstein (alle auf französischer Seite) im Südwesten ist 10 km entfernt.

## Burganlage

### Aufbauten und Ausstattung

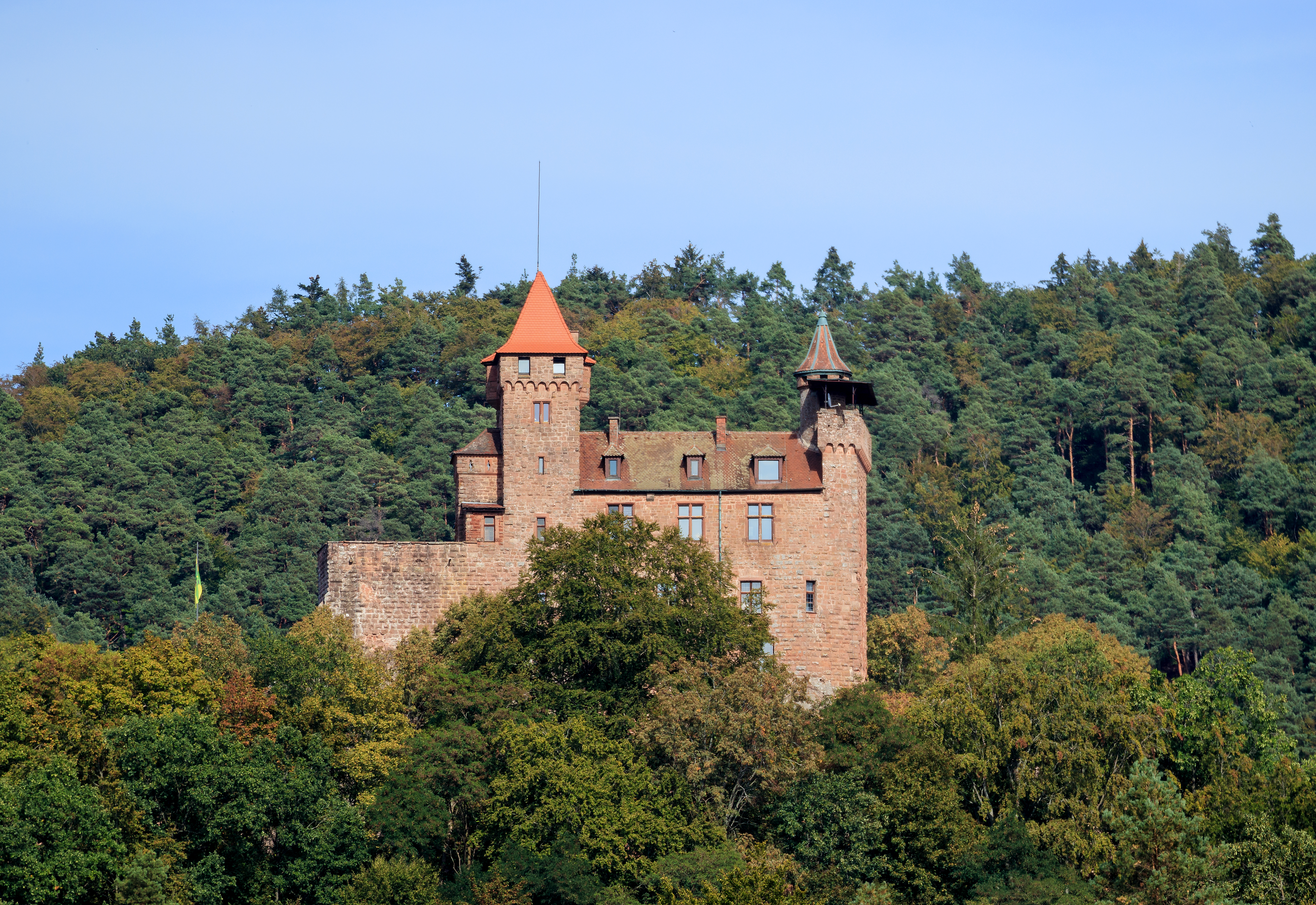
Berwartstein aus Südwesten übers Erlenbachtal hinweg

Wegen seiner zahlreichen Felsen und Burgen führt der südwestliche Teil des Wasgaus, dessen Zentrum die Kleinstadt Dahn bildet, den Namen Dahner Felsenland; Sportkletterer finden dort zahlreiche Kletterfelsen. Wie viele andere Burgen der Gegend ist auch der Berwartstein eine weitgehend in den gewachsenen Sandstein gehauene Felsenburg. Daneben gelten der Drachenfels und die Dahner Burgengruppe als Hauptvertreter dieses Burgentyps, bei dem Treppen, Gänge und Kammern aus dem Fels gemeißelt sind. Beim Berwartstein gruppieren sich diese Räume zu einem komplexen Höhlensystem, das den großen Felsen der Oberburg durchzieht.
Gegenüber seinen Nachbarburgen wirkt der Berwartstein auf den ersten Blick wie eine vollständig erhaltene Burganlage, deren Oberburg sich über 400 m² erstreckt. Die Gebäude sind jedoch zum Großteil eine nachträgliche Ergänzung der ursprünglichen Felsenburg und entstanden in den 1890er Jahren bei der Restaurierung und Rekonstruktion, die zum Teil nicht originalgetreu erfolgte.
Ein Beleg für das Können der ursprünglichen Baumeister ist der angeblich rund 100 Meter tiefe Burgbrunnen, für den auf einer Felsstufe unter einem Kamin der Brunnenschacht in Handarbeit senkrecht durch den Fels bis auf die wasserführende Schicht des vom Erlenbach durchflossenen Talbodens getrieben wurde. Eine Schachttiefe von 75 m reicht aus, um die Höhendifferenz vom Felsplateau zum Grundwasserspiegel zu durchteufen. Der Schacht, der seinen Durchmesser von 2 m über die gesamte Tiefe beibehält, garantierte bei Belagerungen die Wasserversorgung und damit die erfolgreiche Verteidigung der Burg.

Bauten
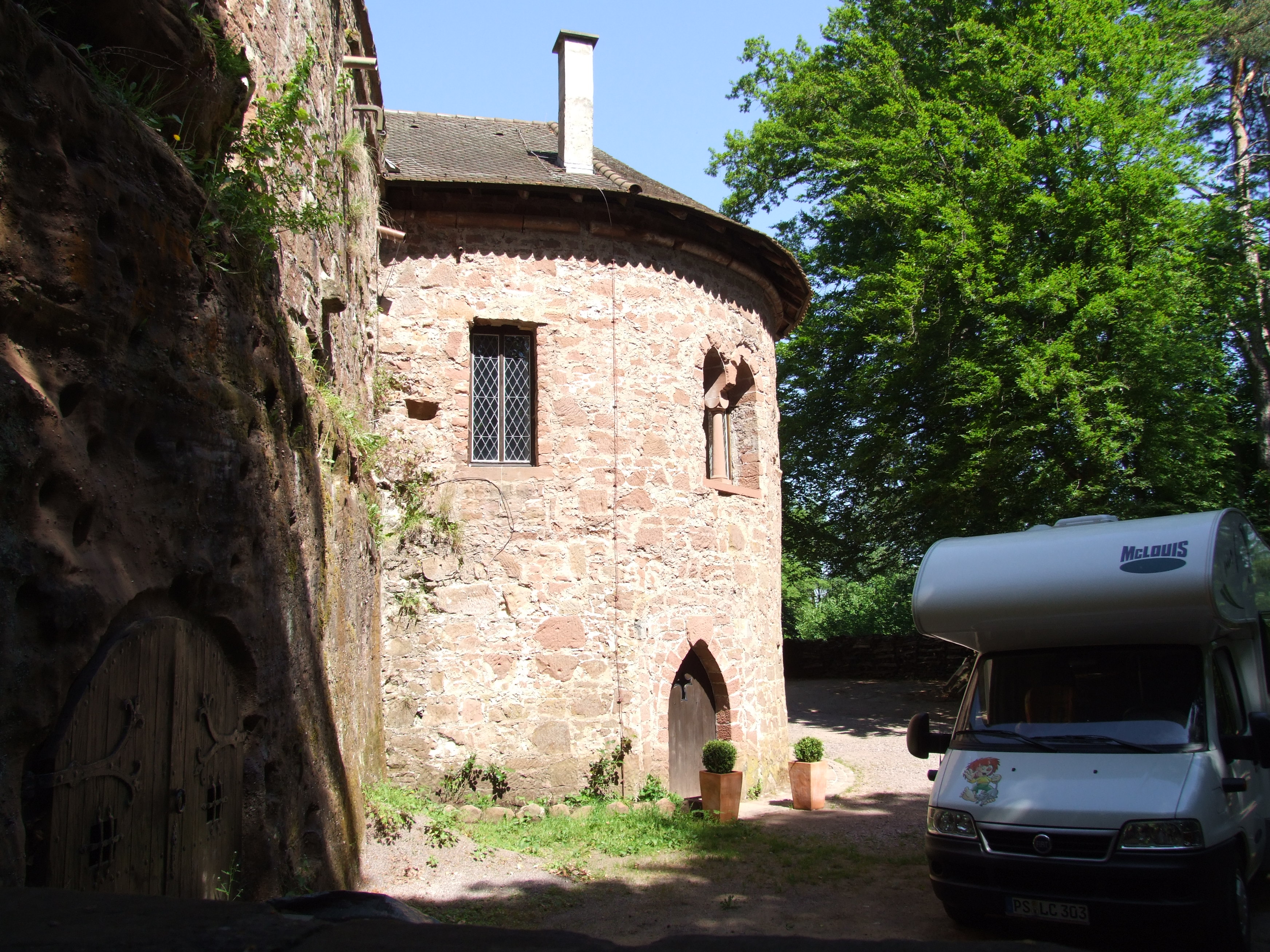
Einer der unteren Türme
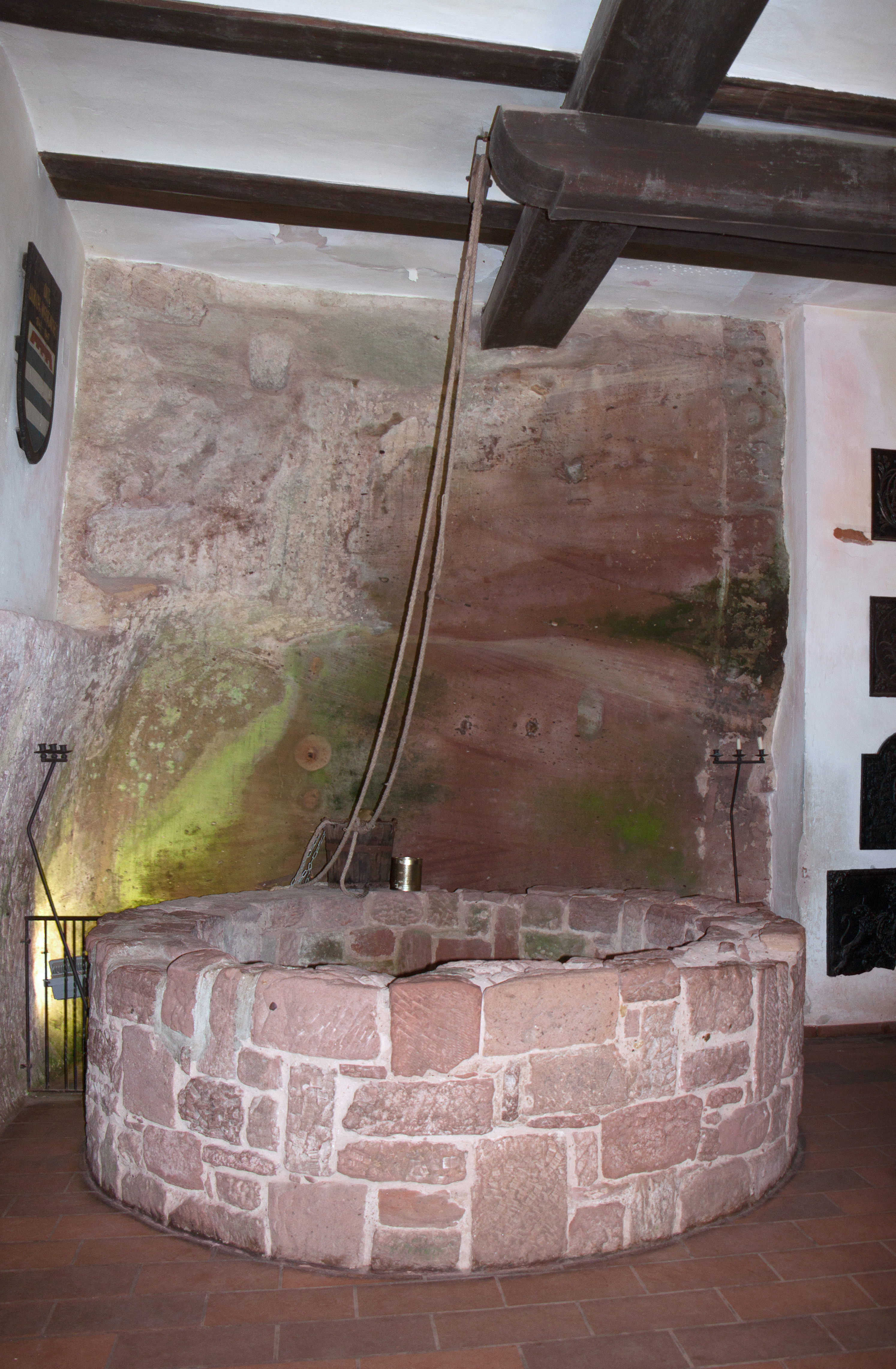
Brunnen
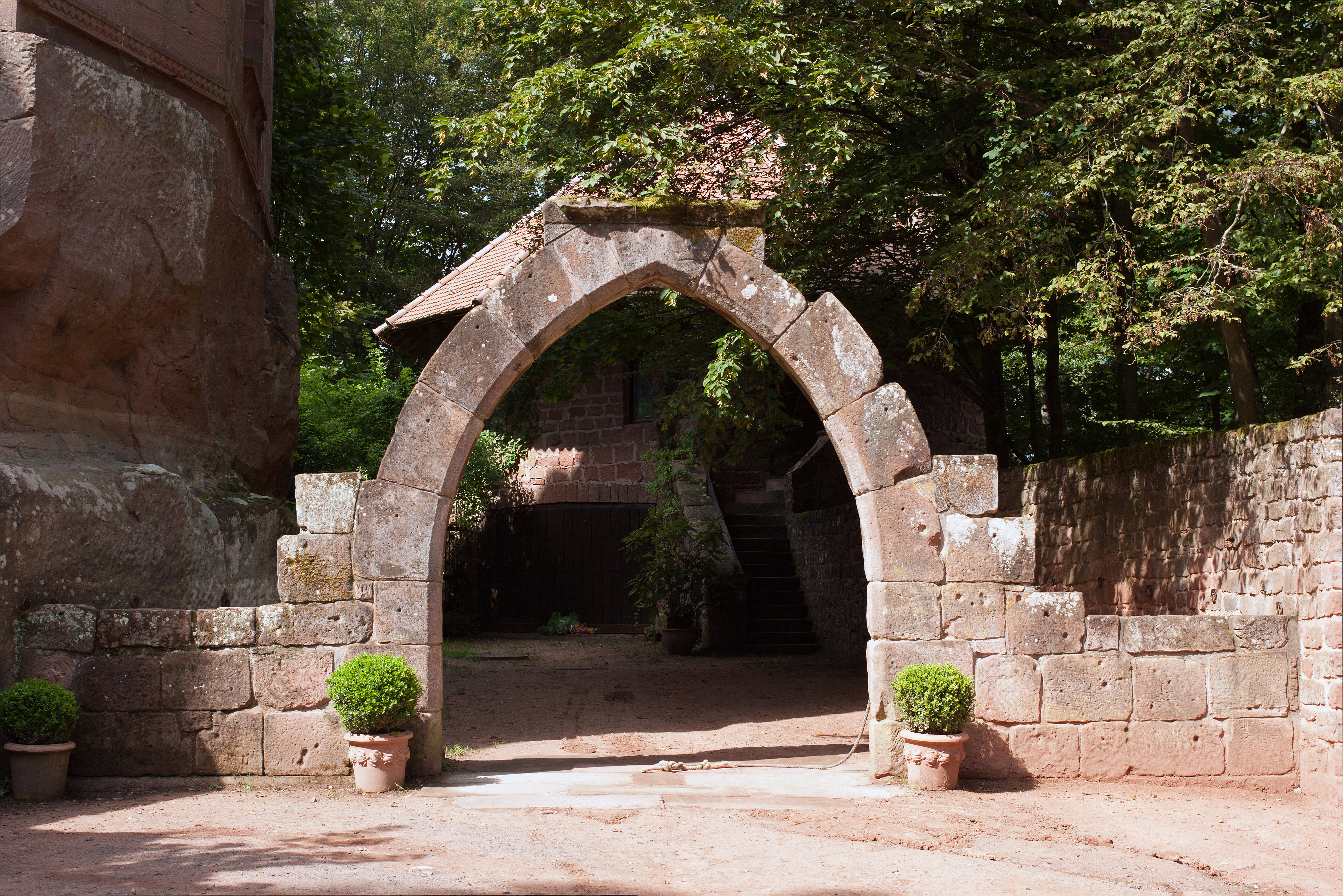
Torbogen
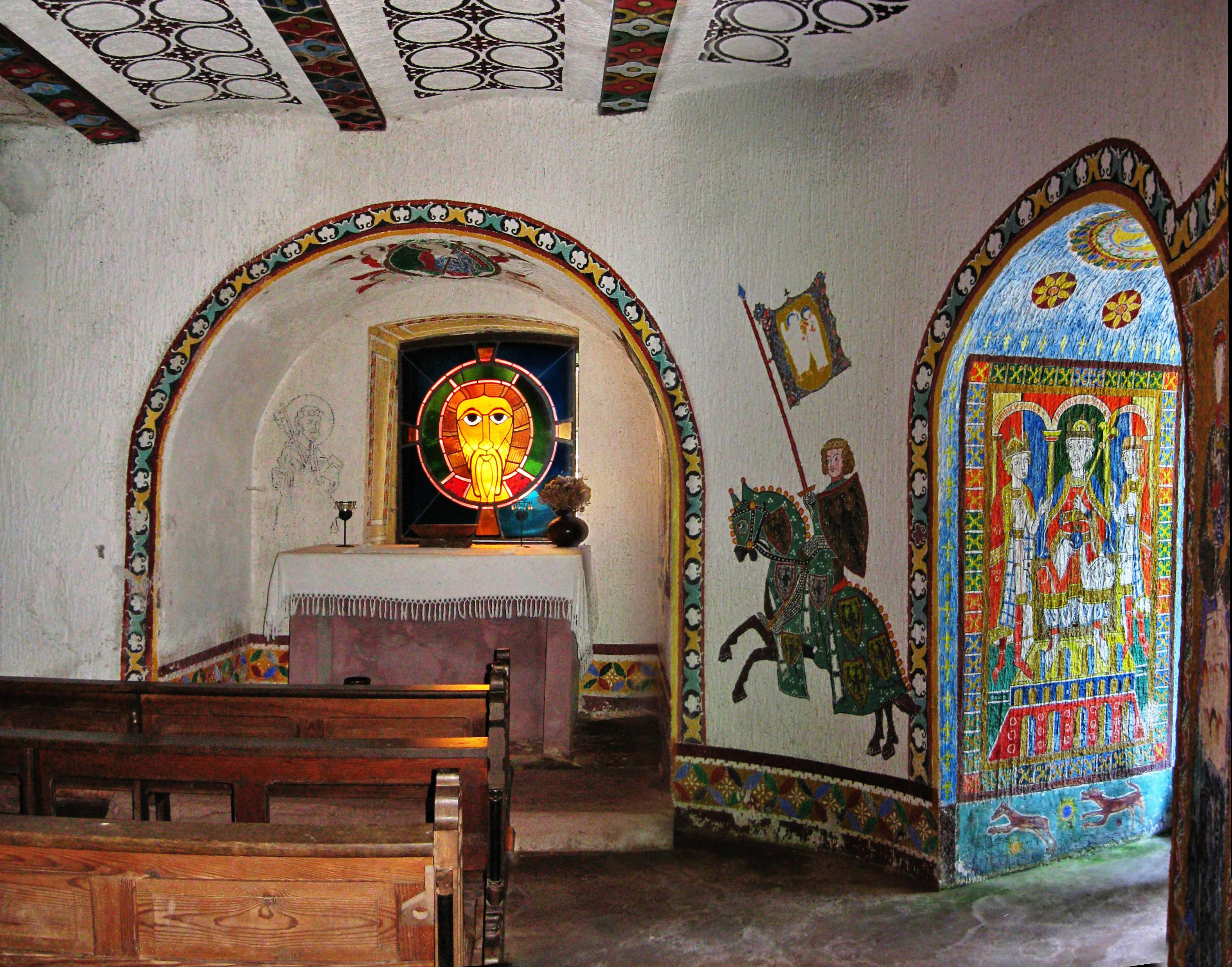
Burgkapelle

Erhalten ist im Innern noch die Südwand des 150 Personen fassenden Rittersaals aus gewachsenem, altersgrauem Fels. Darin eingehauen ist ein Aufzugsschacht, der den Rittern dazu diente, auf bequeme Weise Speisen und Getränke aus der darüberliegenden Küche heranzuschaffen. Diese ist wie die Waffen- und die Folterkammer mit Replikaten von mittelalterlichen Gerätschaften ausgestattet. Auf dem Außengelände der Burg werden auch historische Katapulte und Geschütze präsentiert.

Innenausstattung
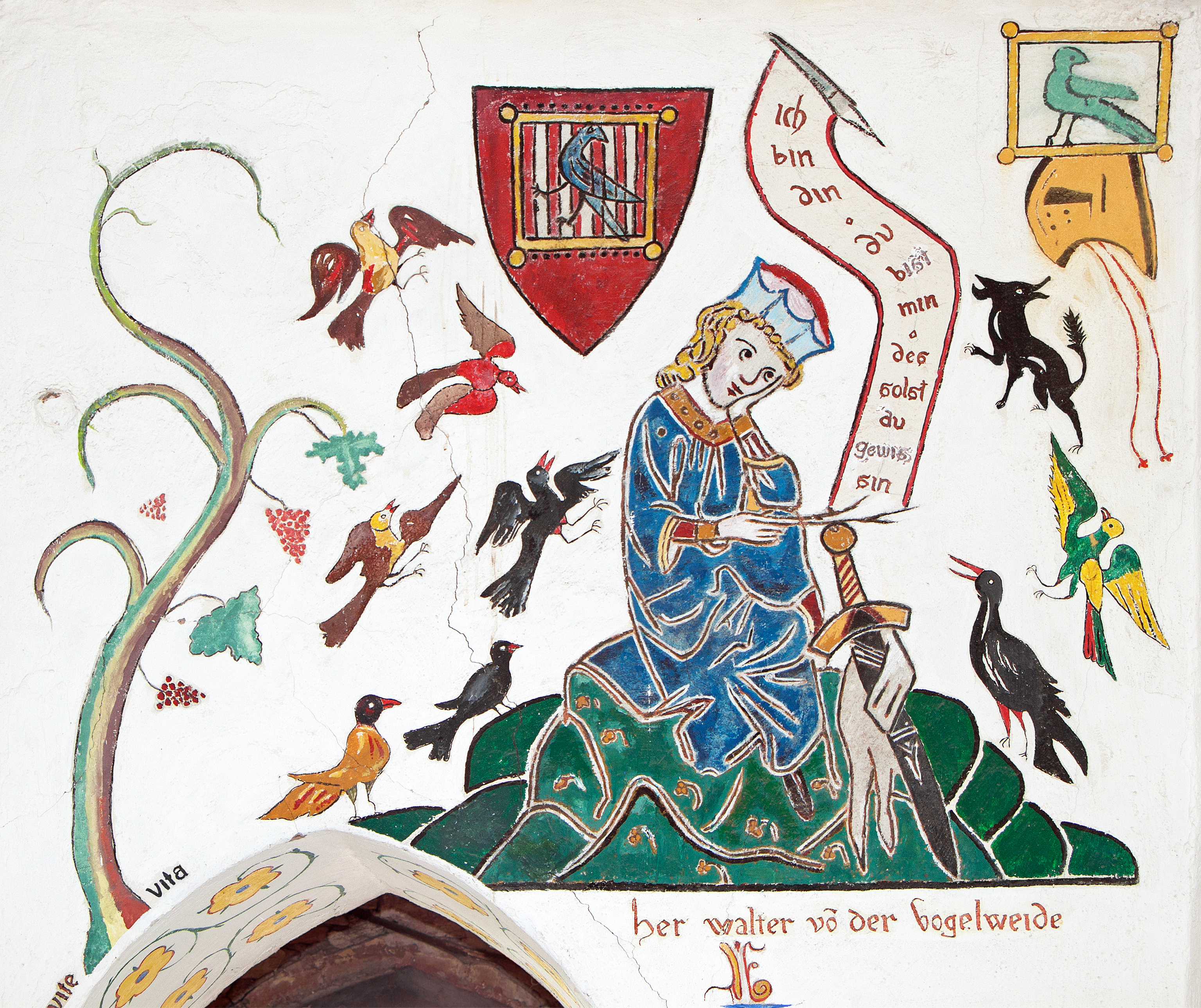
Wandbild Walther von der Vogelweide
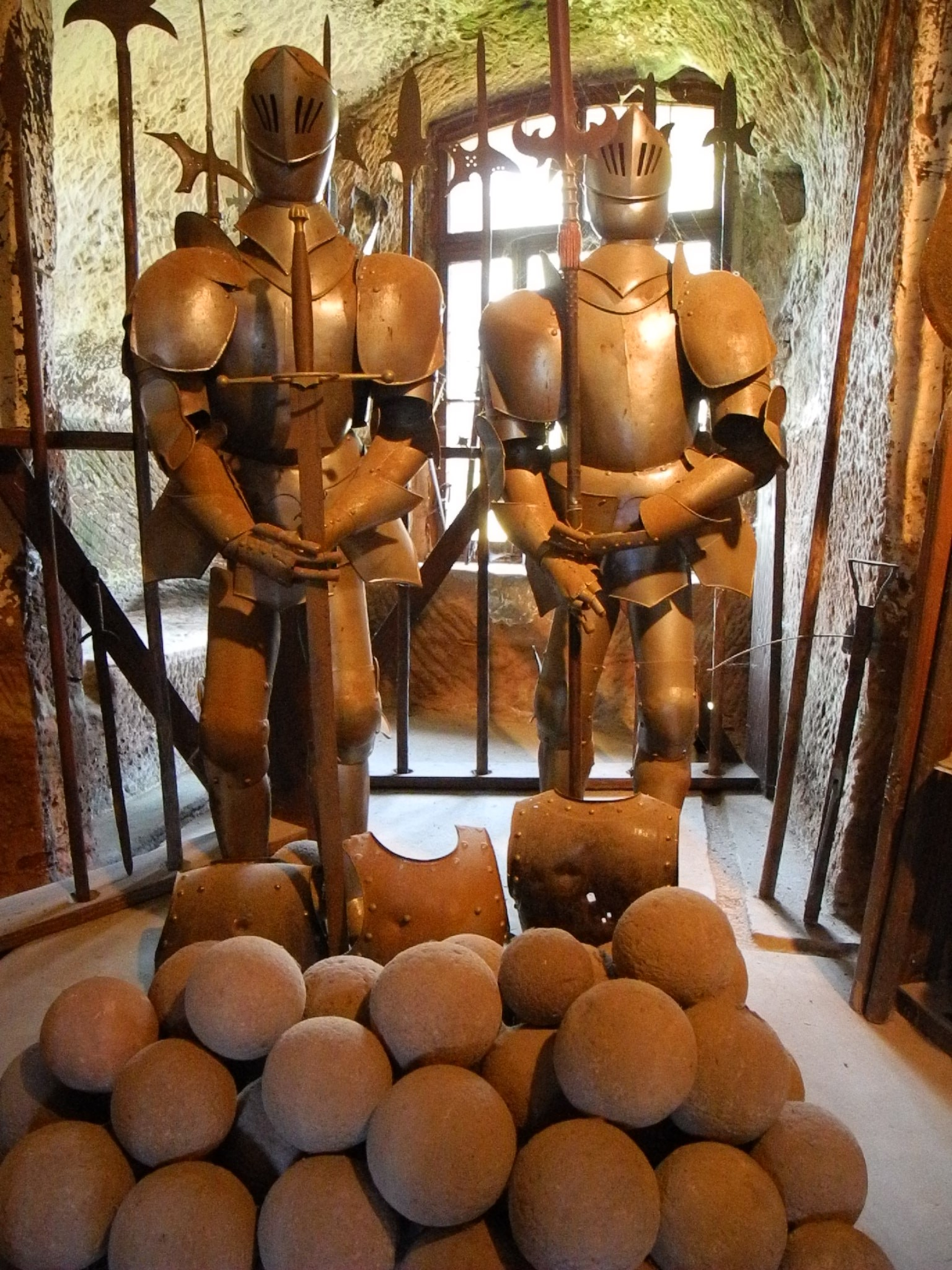
Waffenkammer
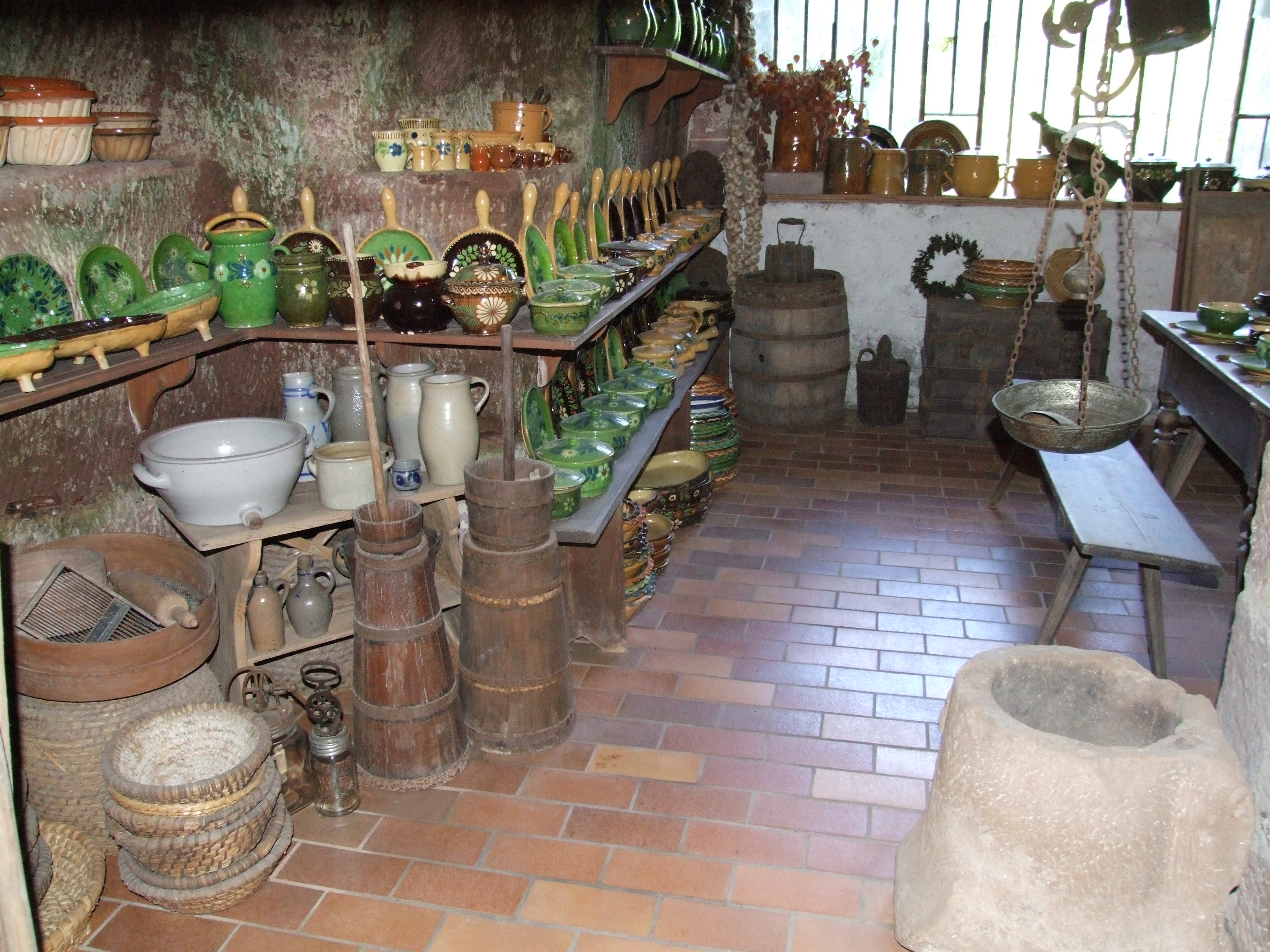
Burgküche
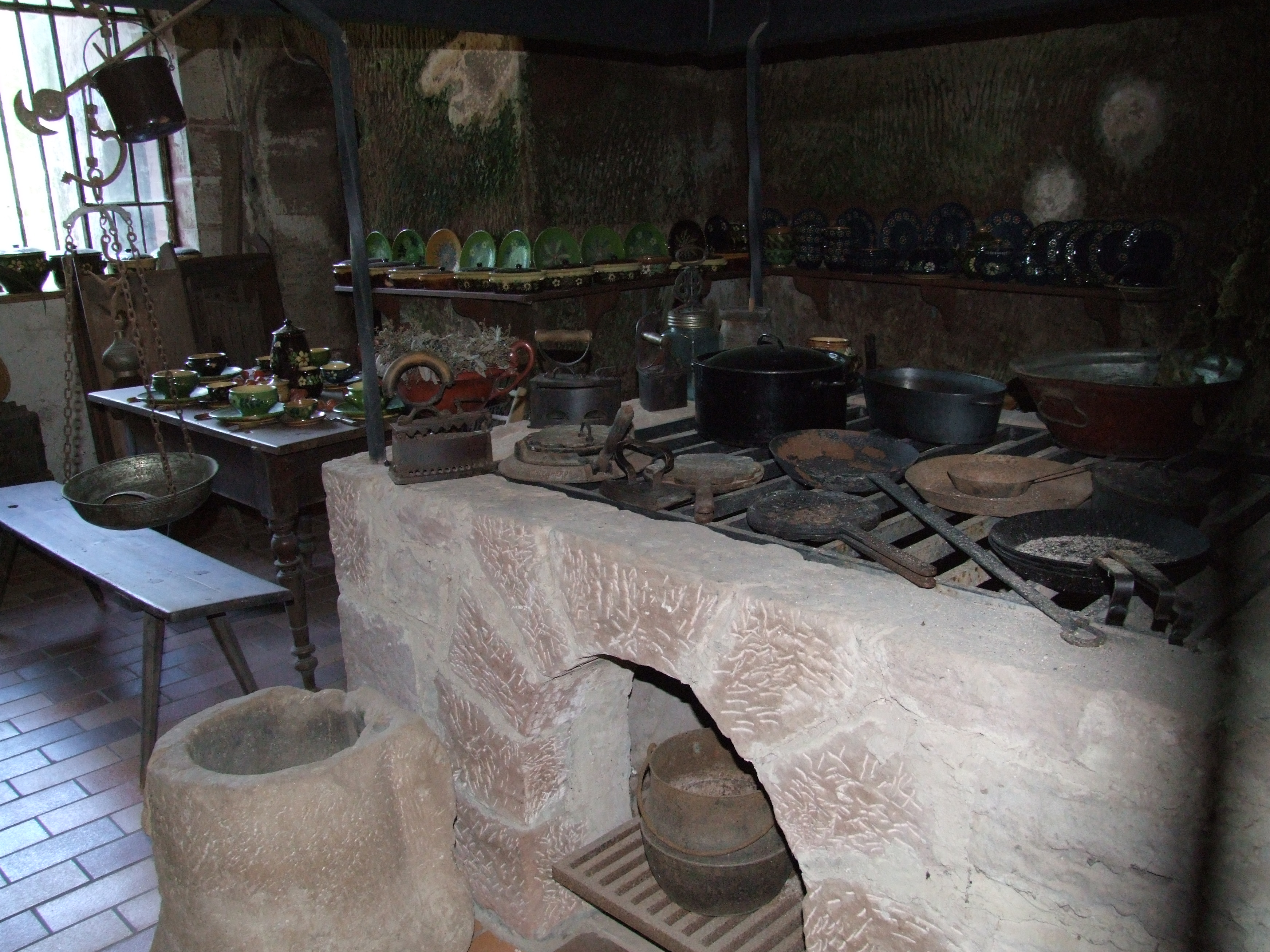
Herd der Burgküche

### Gangsystem und Aufstiegskamin

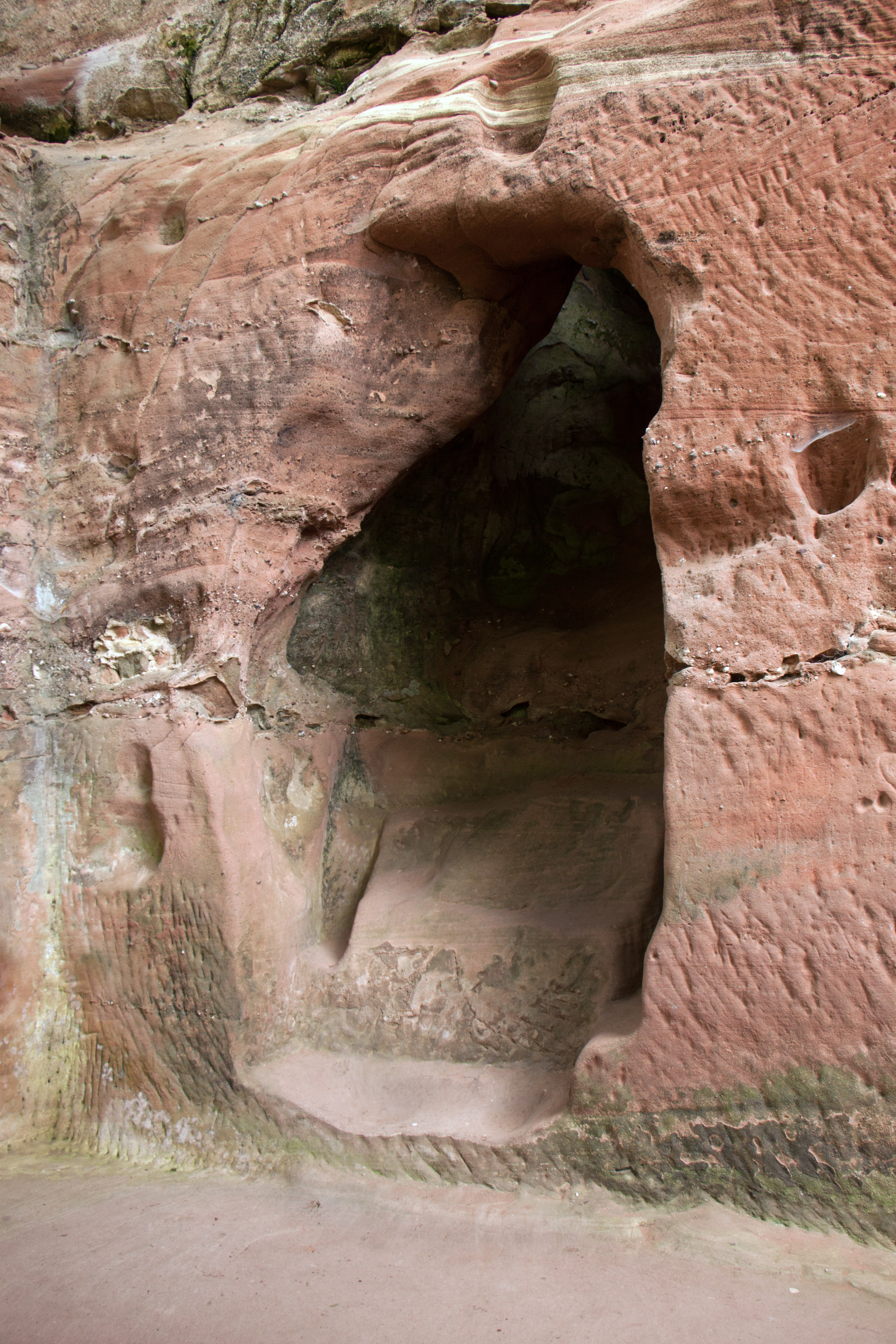
Ursprünglicher Zugang
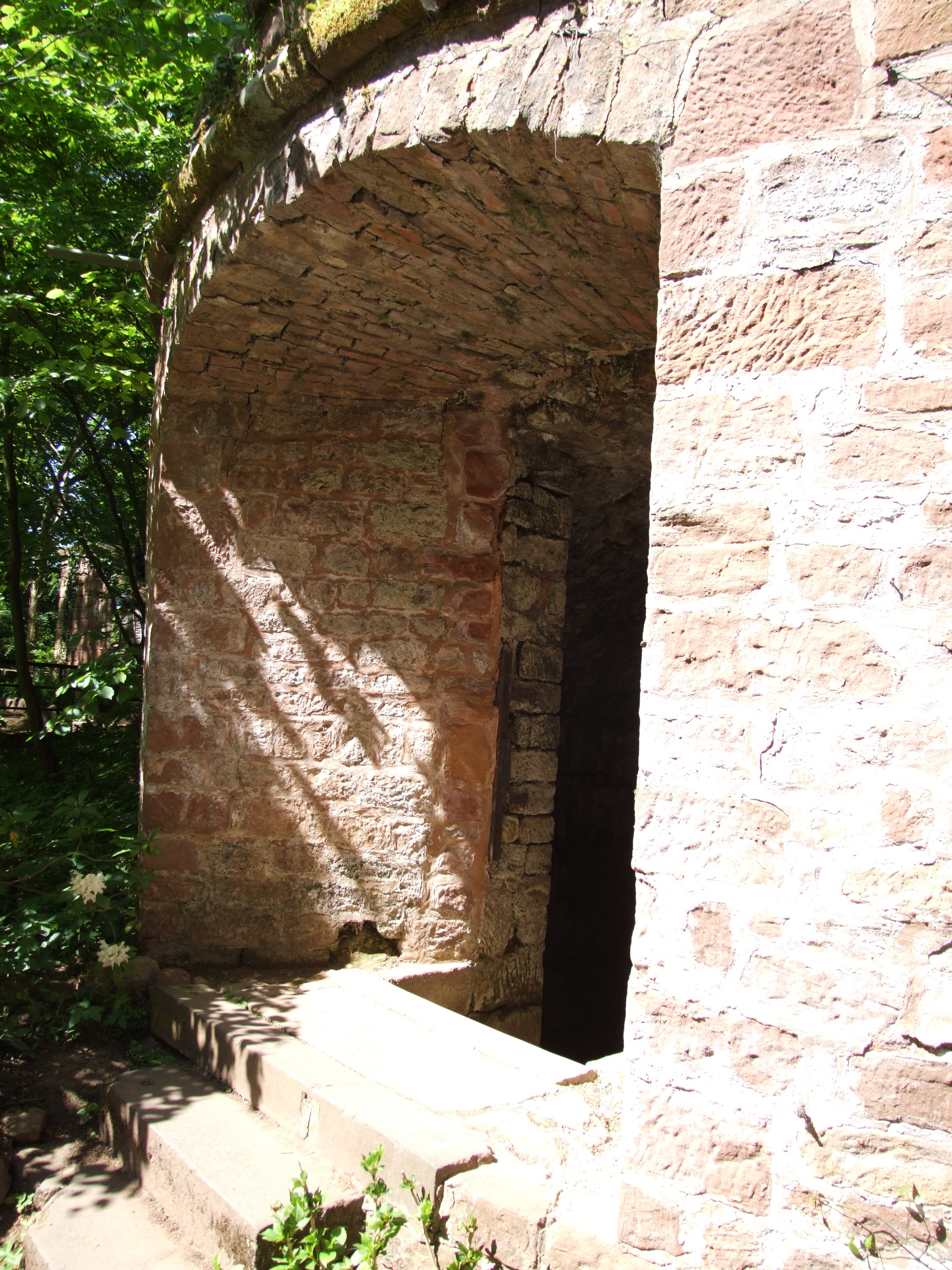
Heutiger Eingang

Die tiefsten Bereiche im Felsen – mit Ausnahme des Brunnenschachtes – gehören zu einem ausgedehnten System unterirdischer Gänge und Kasematten, die ebenfalls der Verteidigung des Berwartsteins dienten.
Durch einen verborgenen Gang soll sogar das 370 m entfernte Vorwerk Klein-Frankreich auf dem benachbarten Nestelberg mit der Hauptburg verbunden gewesen sein. Diese unbelegte Spekulation entstand, weil nahe dem Vorwerk Reste eines mit Steinplatten abgedeckten und mit Erde und Bepflanzung kaschierten Grabens gefunden wurden; er ist fast durchwegs eingestürzt.
Von allen anderen Burgen im Dahner Felsenland unterscheidet sich der Berwartstein durch den Aufstiegskamin an der Südostseite des Burgfelsens. Dieser Kamin ist in seiner geologischen Beschaffenheit einmalig und stellte einst einen leicht zu verteidigenden Zugang dar. Denn an dem steil aufragenden, teilweise sogar überhängenden Felsen, der sich über 50 m in die Höhe erhebt, bot die enge, steile und glatte Naturröhre die einzige Möglichkeit, nach oben zu gelangen.

### Aussichtspunkt
Eine Aussichtsplattform unterhalb der Spitze des Bergfrieds ermöglicht einen weiten Blick über den gesamten südwestlichen Wasgau bis ins Elsass hinein.

Ausblick
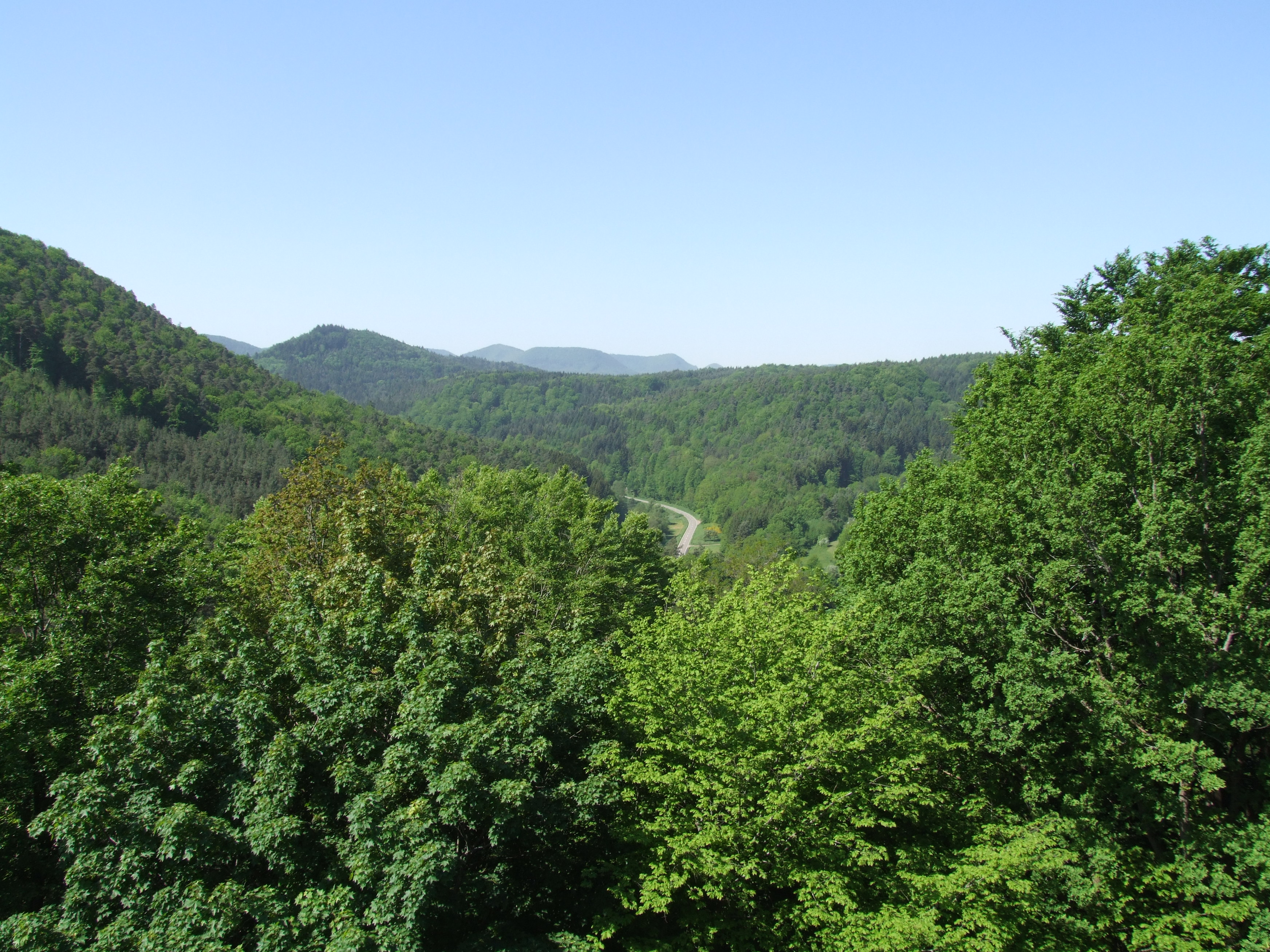
…nach Westen
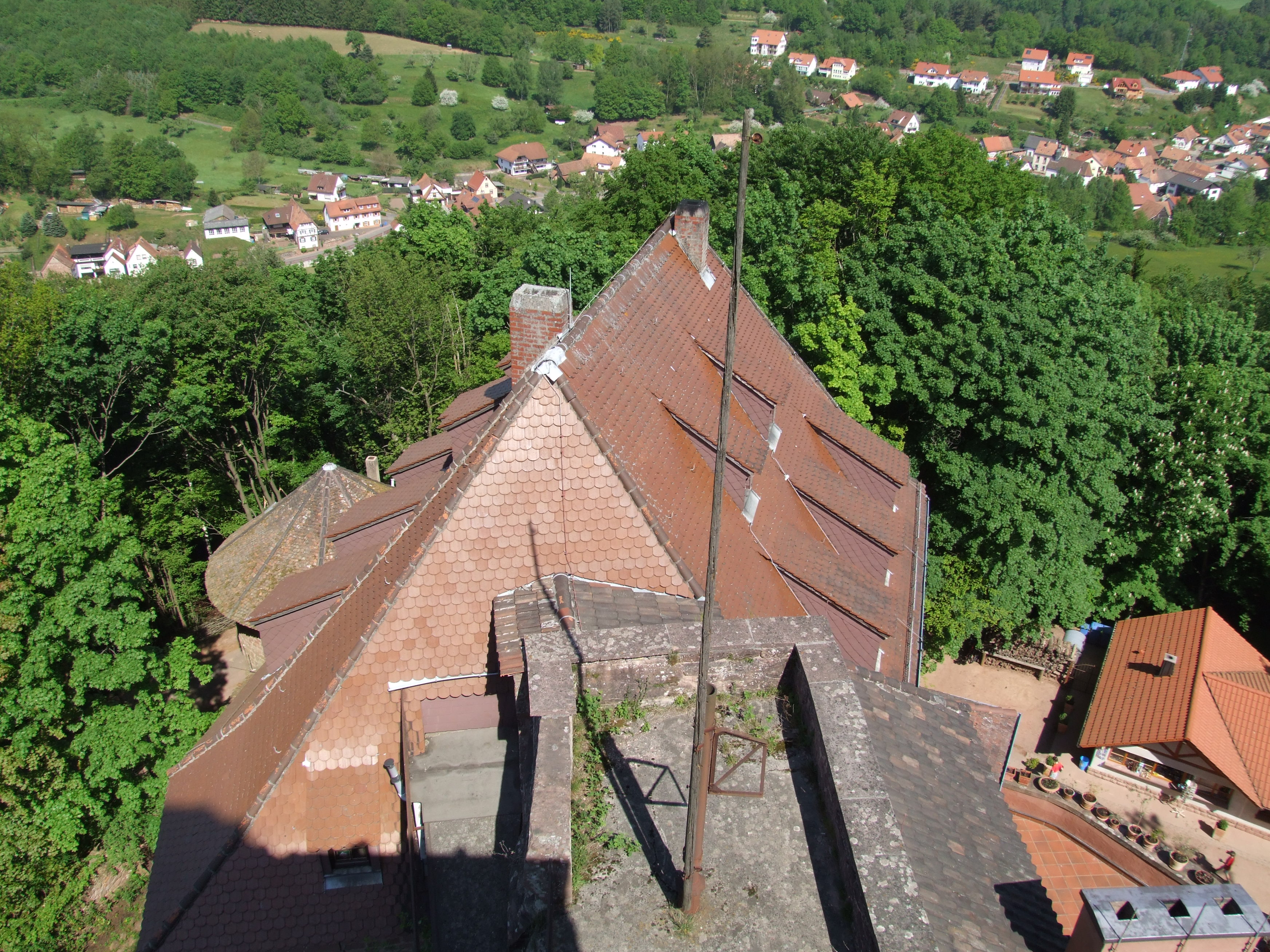
…nach Norden
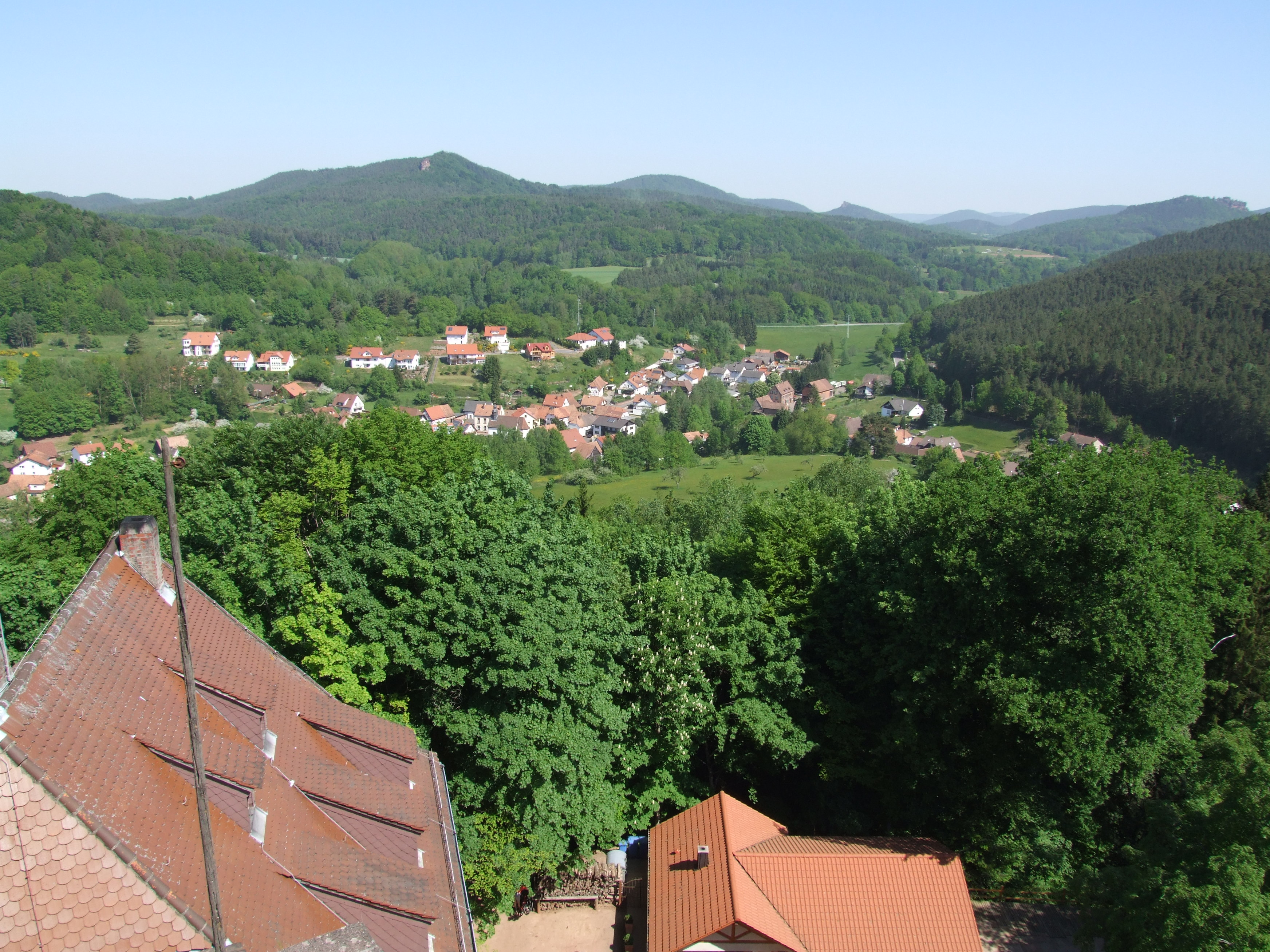
…nach Nordosten
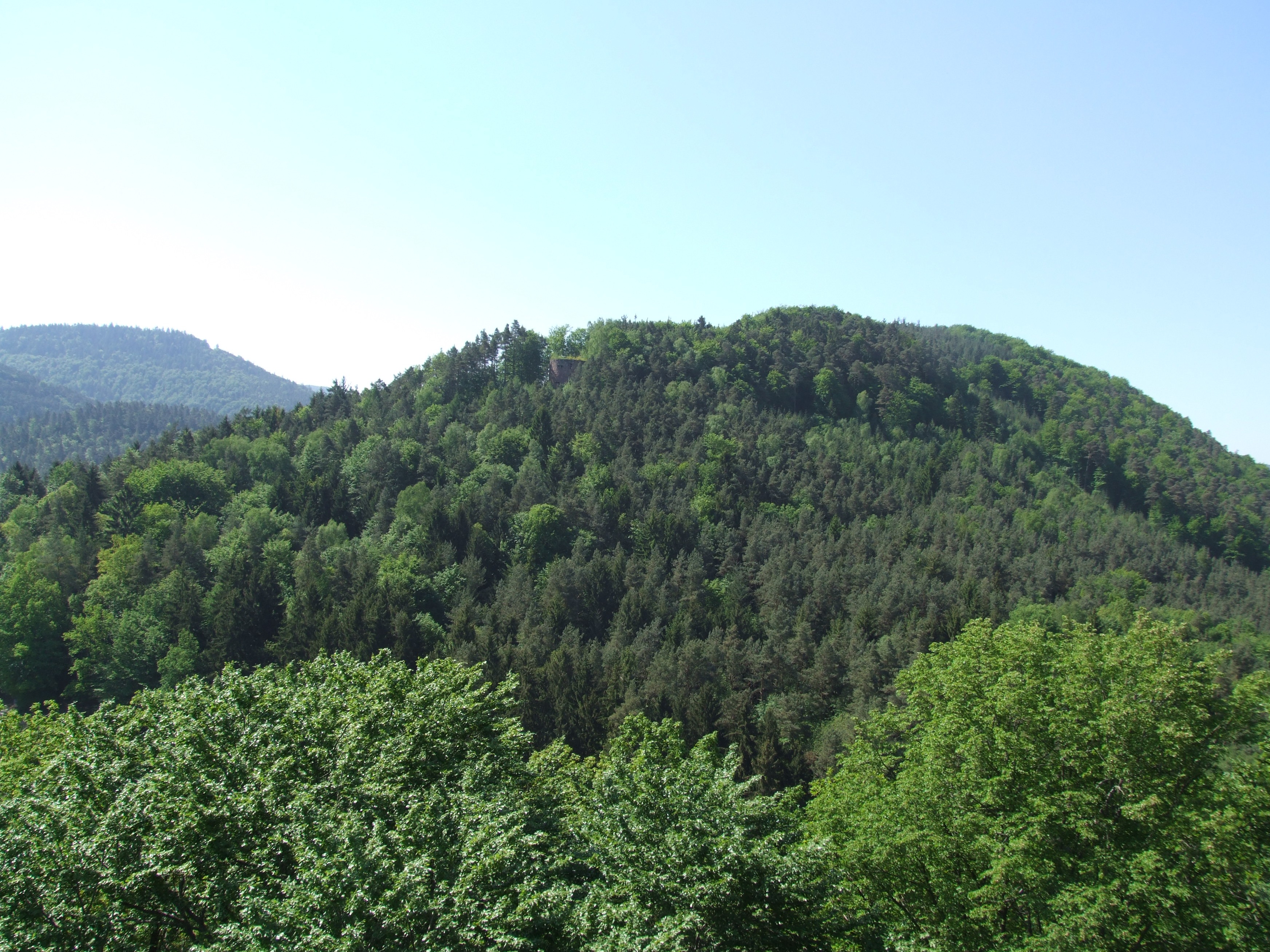
…nach Südwesten

## Geschichte

### Kaiser, Bischof und Berwartsteiner

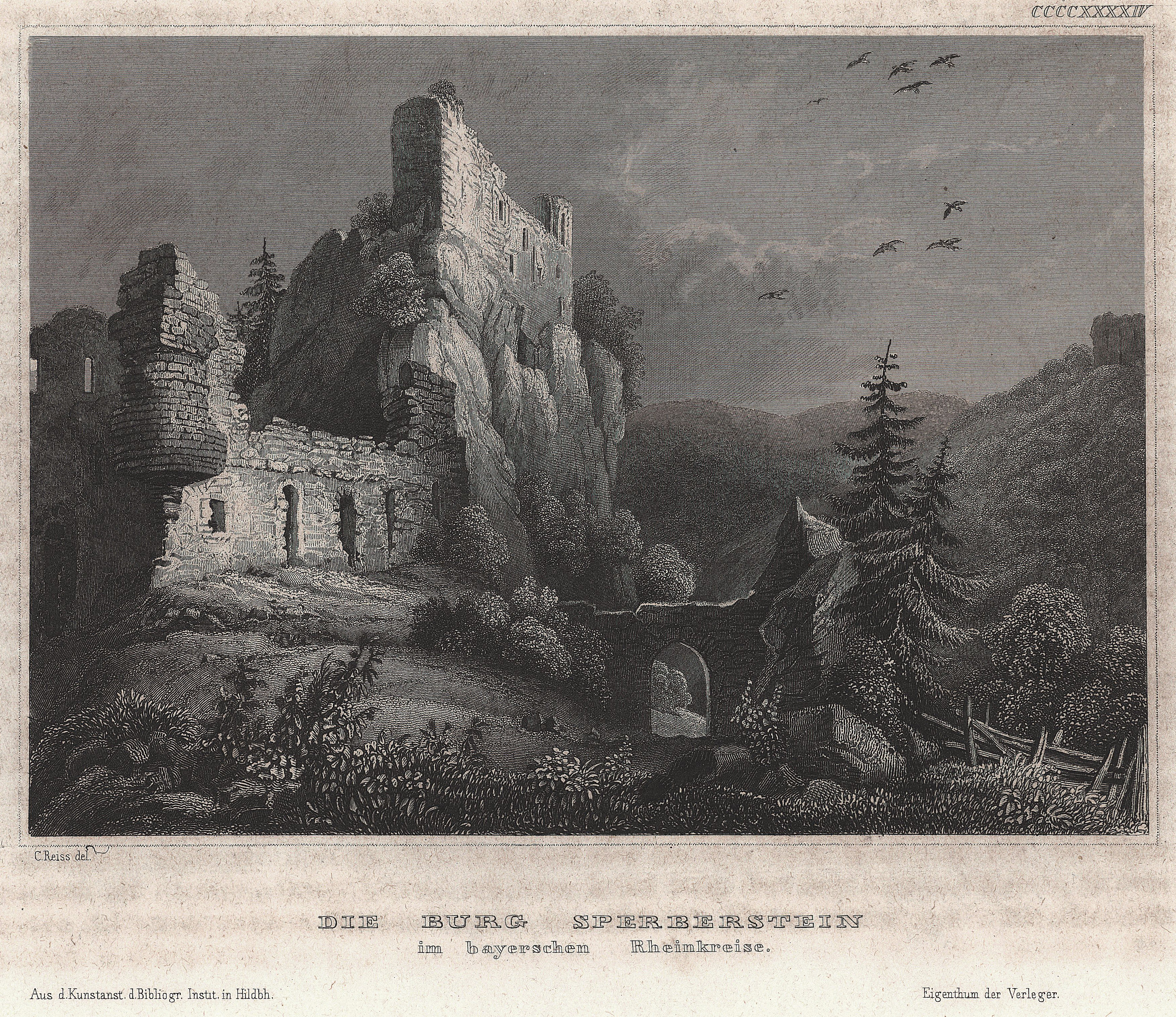
Die Burg vor der Teilrestaurierung (1843)

Der Berwartstein wird erstmals 1152 in einer Urkunde erwähnt, mit der Kaiser Friedrich Barbarossa die Burg dem Speyerer Bischof Günther schenkte. Deshalb wird angenommen, dass die Burg ursprünglich als Reichsburg zu den Befestigungsanlagen der salischen und staufischen Herrscher gehörte, die in Südwestdeutschland ihre Stammlande hatten.
Im 13. Jahrhundert tritt ein nach der Burg benanntes Geschlecht auf, die als speyerische Ministerialen die Burg zu verwalten hatten. Weil den Berwartsteinern räuberische Handlungen vorgeworfen wurden, wurde die Burg durch Truppen der elsässischen Städte Straßburg und Hagenau nach fünfwöchiger Belagerung eingenommen und gebrochen. Bernhard Hertzog setzt diesen Vorgang in das Jahr 1314. Die Burg oder was von ihr übrig war stand weiter im Eigentum der Berwartsteiner, deren Geschlecht im Jahre 1345 ausstarb.

### Kloster, Kurfürst und „Hans Trapp“

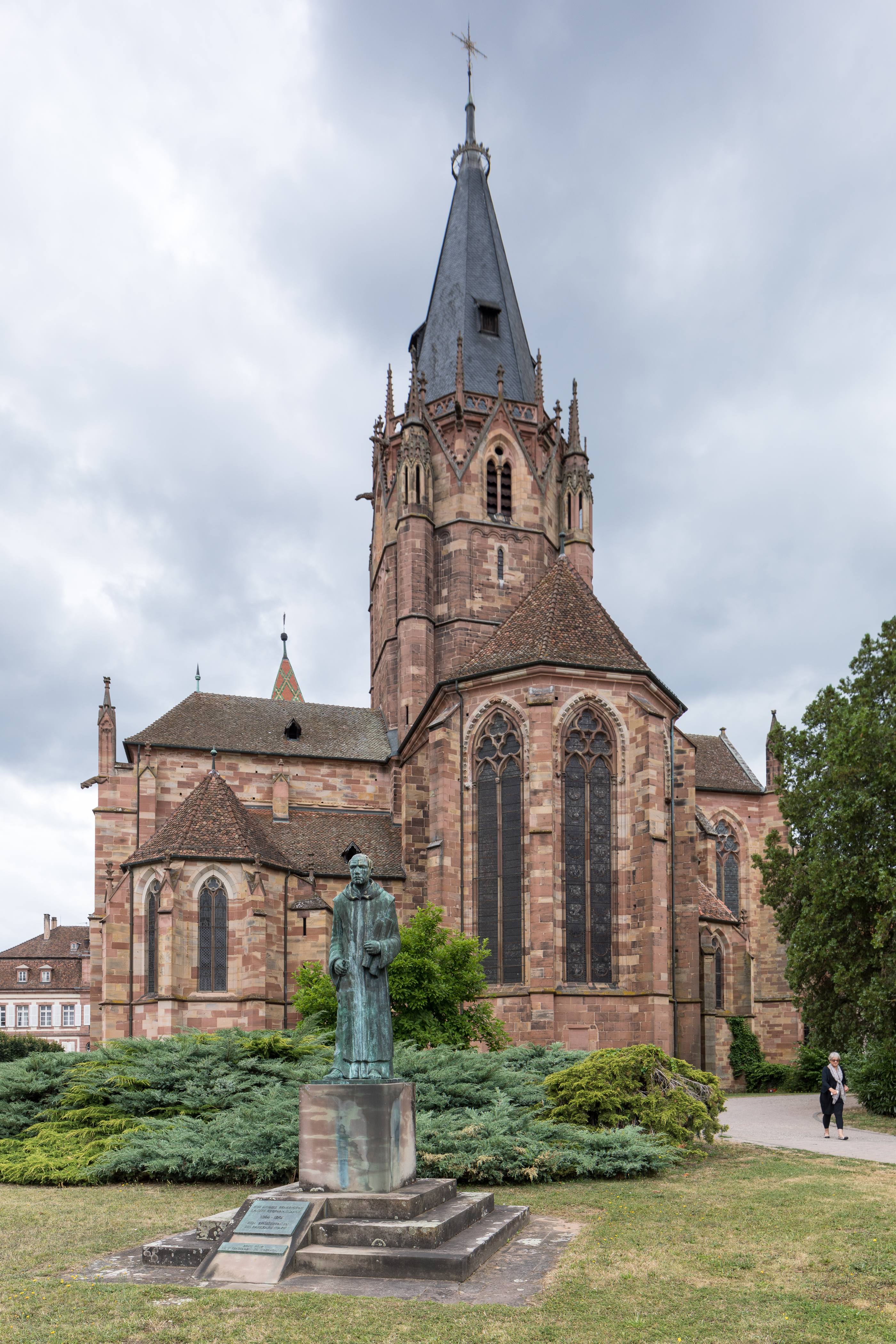
Stiftskirche des Klosters Weißenburg
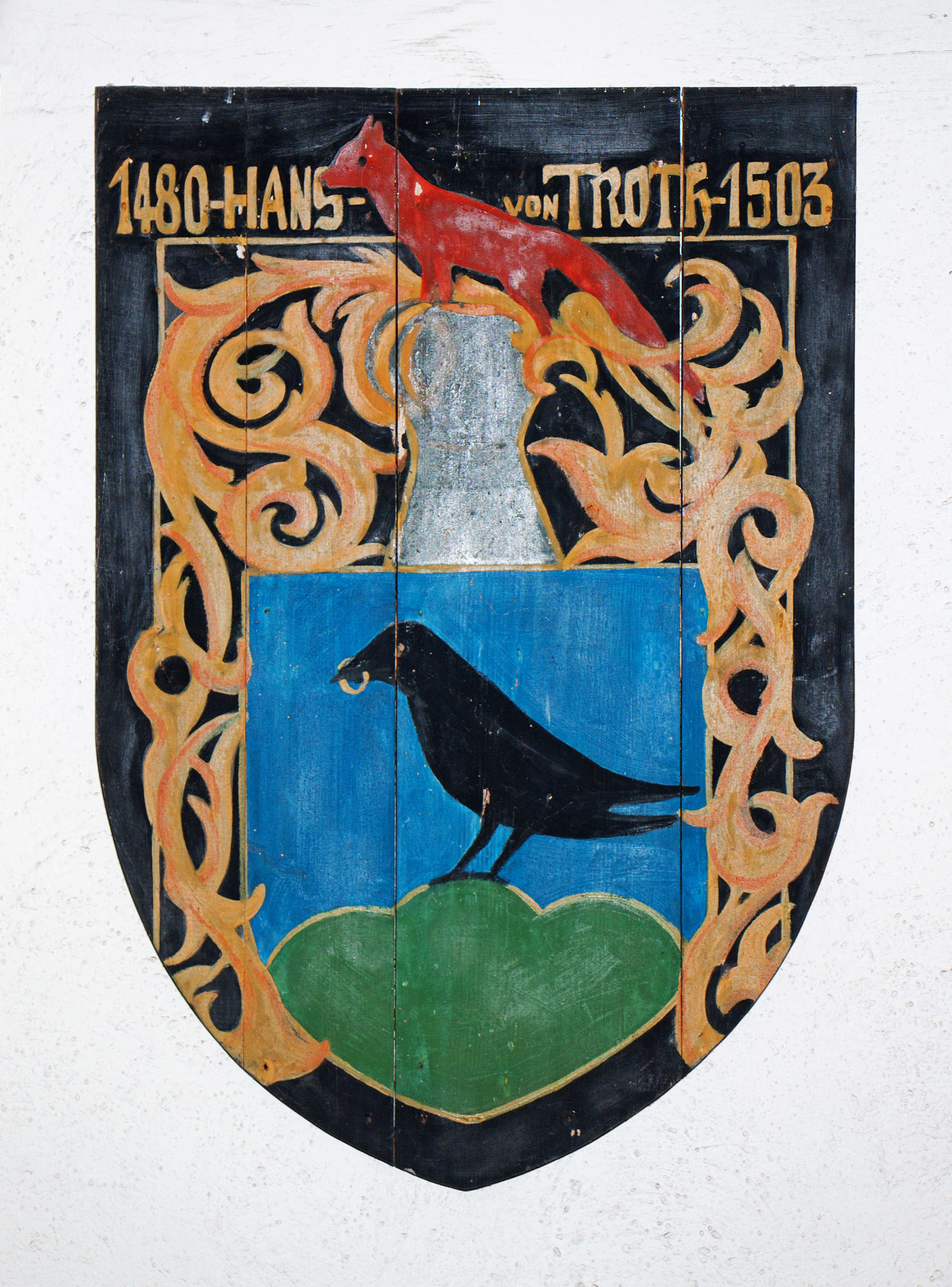
Wappen des Hans von Trotha

In der Folge kam der Berwartstein an die verwandten Herren von Weingarten, die Burg und Zubehör 1347 um 800 Gulden dem Kloster Weißenburg verkauften. Da die Burg Reichslehen war, bestätigten Kaiser Ludwig der Bayer 1347 und König Karl IV. 1348 den Kauf. Mehr als hundert Jahre später, 1453, begab sich das Kloster unter den Schutz des Kurfürsten von der Pfalz, womit die Einräumung des sogenannten Öffnungsrechts für die Burgen des Klosters verbunden war. Dies erlaubte dem Schutzherrn im Kriegsfall die unentgeltliche Nutzung.
1472 nahmen die Eckbrechte von Dürkheim in einer Fehde den Berwartstein ein, sahen sich nach Kriegsrecht als Eigentümer und verkauften die Burg umgehend dem Kurfürsten von der Pfalz. Gegen den Protest des Klosters, das sich weiterhin als Eigentümer sah, übergab 1480 dessen Neffe Kurfürst Philipp der Aufrichtige die Burg seinem Marschall Hans von Trotha, in den Akten meist „Hans von Dratt“ genannt, zu erblichem Lehen. Unter dessen Herrschaft wurde sie weiter befestigt und erwarb sich den Mythos der Uneinnehmbarkeit. 1484 ließ der neue Burgherr südlich gegenüber der Hauptburg und 370 m Luftlinie entfernt ein Vorwerk mit einem 14 m starken Turm errichten, das später im Volksmund „Klein-Frankreich“ genannt wurde.
Im folgenden Jahr übereignete der Kurfürst auch das „Zugehör“ der Burg an Hans von Trotha. Dieser ließ, weil das Kloster Weißenburg wiederum heftig protestierte, kurzerhand die nahe Wieslauter aufstauen und entzog so dem 8 km abwärts gelegenen Städtchen Weißenburg das Wasser. Nach den (erwarteten) Beschwerden von Abt Heinrich, der von 1475 bis 1496 amtierte, sorgte der Ritter für das Einreißen des Staudamms und verursachte in Weißenburg eine gewaltige Überschwemmung. Das Kloster bat daraufhin Papst Innozenz VIII., gegen Hans von Trotha den Kirchenbann zu verhängen, was der Nachfolger Alexander VI. 1499, 14 Jahre nach der sogenannten Wasserfehde, auch tat. Um nicht ebenfalls dem Bann zu verfallen, musste sich sein bisheriger Gönner, der Kurfürst, von seinem Gefolgsmann lossagen. Schon 1496 hatte sich der römisch-deutsche König und spätere Kaiser Maximilian I. gezwungen gesehen, gegen den Ritter die Reichsacht auszusprechen. Hans von Trotha kümmerte dies alles bis zu seinem Tode (1503) nicht, und zwei Jahre später wurden sämtliche Sanktionen postum aufgehoben.
Der Ritter ging unter seinem volkstümlich verballhornten Namen Hans Trapp ins Sagengut der Region ein. Die Ereignisse um die Wasserfehde sind im Rittersaal der Burg bildlich dargestellt.

### Zerstörung und Teilrestaurierung
Als 1545 Hans von Trothas Sohn Christoph ohne männliche Nachkommen starb, erbte dessen Schwiegersohn Friedrich aus dem Geschlecht der Fleckensteiner die Burg. 1590 brannte sie nach einem Blitzschlag aus und blieb danach Ruine. Als Ruine stand sie weiterhin im Besitz der Linie Fleckenstein-Niederrödern und fiel mit deren Aussterben 1637 dem Lehnsherrn heim, der 1641 den Freiherrn Gerhard von Waldenburg mit Berwartstein, Grafendahn und Zubehör belehnte. Die Waldenburger hielten die Herrschaft bis 1793.  In den folgenden Jahren wechselte die Ruine mehrfach den Eigentümer, bis sie 1893 an Theodor von Baginski (1845–1929) kam. Dieser ließ den Berwartstein innerhalb von zwei Jahren wieder auf- und ausbauen – überwiegend nicht originalgetreu – und wohnte dort von 1899 bis zu seinem Tod. Die teilrestaurierte Burg steht in Privateigentum und dient bis heute als Wohnung. Der Rittersaal wird als Restaurant genutzt, ist aber frei zugänglich. Mittlerweile ist die Burganlage offiziell als Wohnplatz Berwartstein (Burg und Gaststätte) deklariert.
Das Vorwerk Klein-Frankreich wurde im 17. Jahrhundert, entweder im Dreißigjährigen Krieg oder im Pfälzischen Erbfolgekrieg, erheblich beschädigt. Mit der Restaurierung der Überreste wurde im Jahr 2005 begonnen.